# Société des étudiants estoniens
La Société des étudiants estoniens (en estonien : Eesti Üliõpilaste Selts, sigle : EÜS, en allemand : Verein Studierender Esten, en latin : Societas Studiosorum Estonorum) est la plus grande société d’étudiants masculine d'Estonie, avec environ 900 membres en Estonie et à l'étranger.

## Histoire

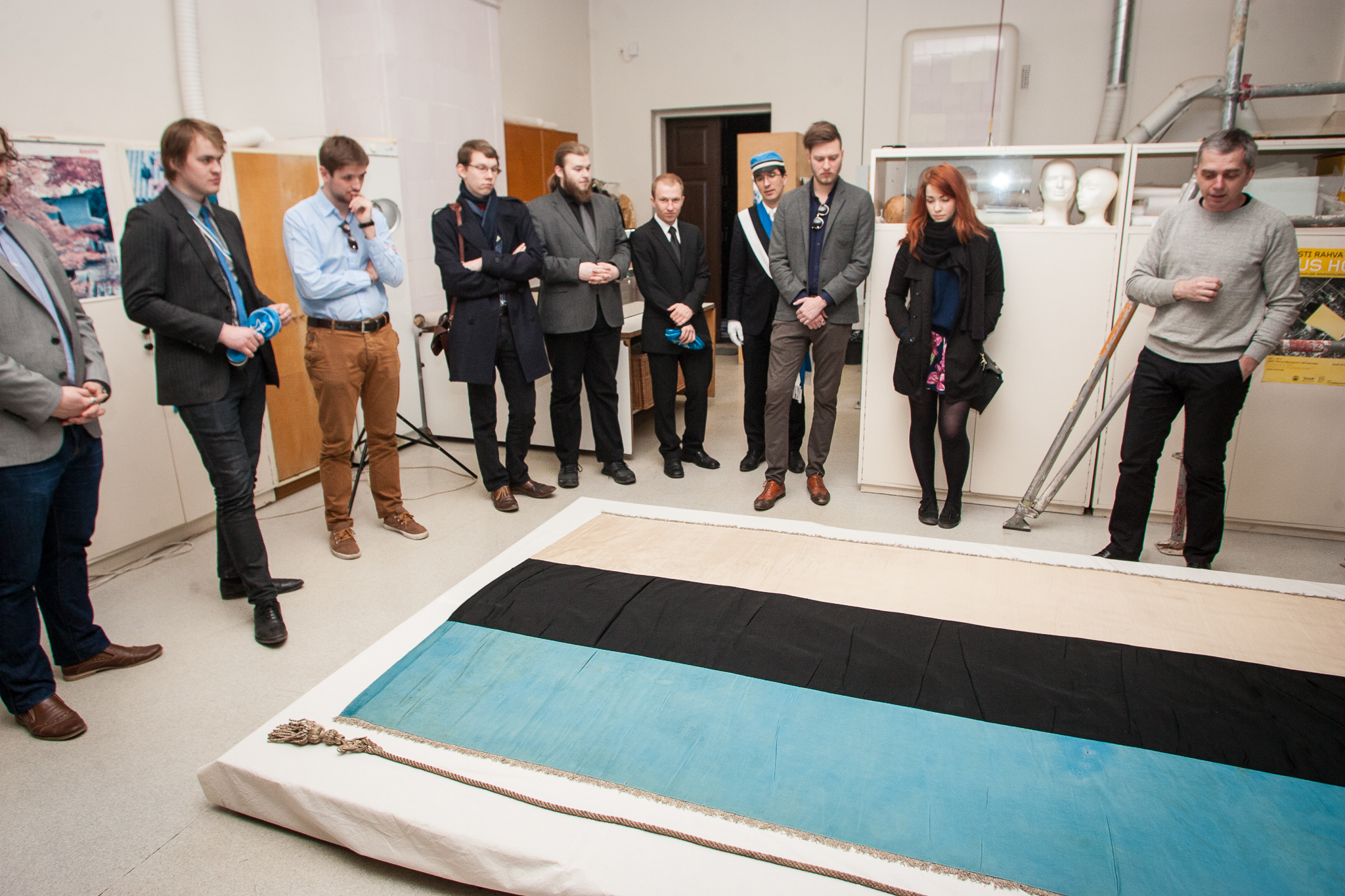
Le premier exemplaire du drapeau national (1884), conservé au musée national estonien.

La société est fondée le 7 avril 1870 (26 mars du calendrier julien en vigueur dans l'Empire russe) à l'Université de Tartu sous le nom de Vironia, nom latin du Virumaa. Tout d'abord informelle, elle regroupe les étudiants de la nation estonienne (les étudiants se regroupaient alors en nations, selon leur origine, comme dans la plupart des pays scandinaves). Elle subit le rejet des sociétés officielles d'étudiants germano-baltes.
En 1881, Vironia adopte comme couleurs le bleu, le noir et le blanc, qui deviendront celles du drapeau de l'Estonie. La première apparition publique de ces couleurs est sur un chapeau porté par Aleksander Mõttus (et), membre de l'association. Les sociétés officielles regroupées dans le Chargiertenconvent (et), qui refusent aux associations non reconnues le droit d'arborer des couleurs symboliques, obtiennent pour cela son expulsion de Tartu. Le 26 mars 1884, à l'initiative de Paula Hermann (femme de Karl August Hermann), les étudiants font tisser un drapeau de soie bleu, noir est blanc qui est le premier exemplaire du drapeau estonien.
Le 16 février 1883 Vironia obtient sa reconnaissance officielle et prend le nom de Société des étudiants estoniens (Verein Studierender Esten en allemand, langue de l'Université).

## Membres remarquables

### Fondateurs
- Andreas Kurrikoff
- Heinrich Rosenthal
- Gustav Treffner
- Hugo Treffner
- Martin Wühner
- Jakob Hurt (de)
- Wilhelm Eisenschmidt
- Johann Voldemar Jannsen

### Autres anciens membres
Quelques anciens membres :
- Karl August Hermann
- Jaan Tõnisson
- Gustav Suits
- Gustav Ränk (de)
- Jaan Kross

## Galerie

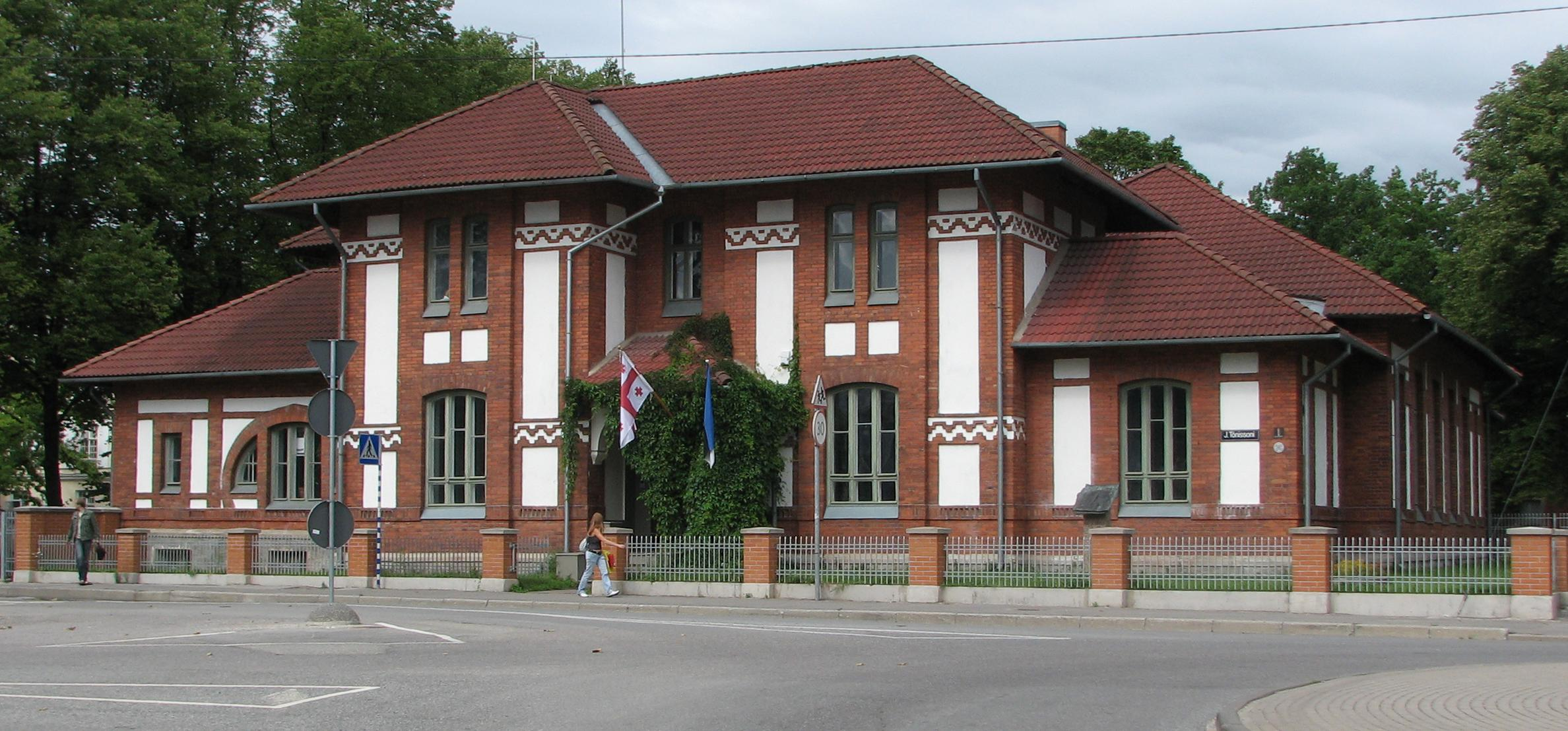
Bâtiment de la société (août 2008).
Bibliothèque de la société.
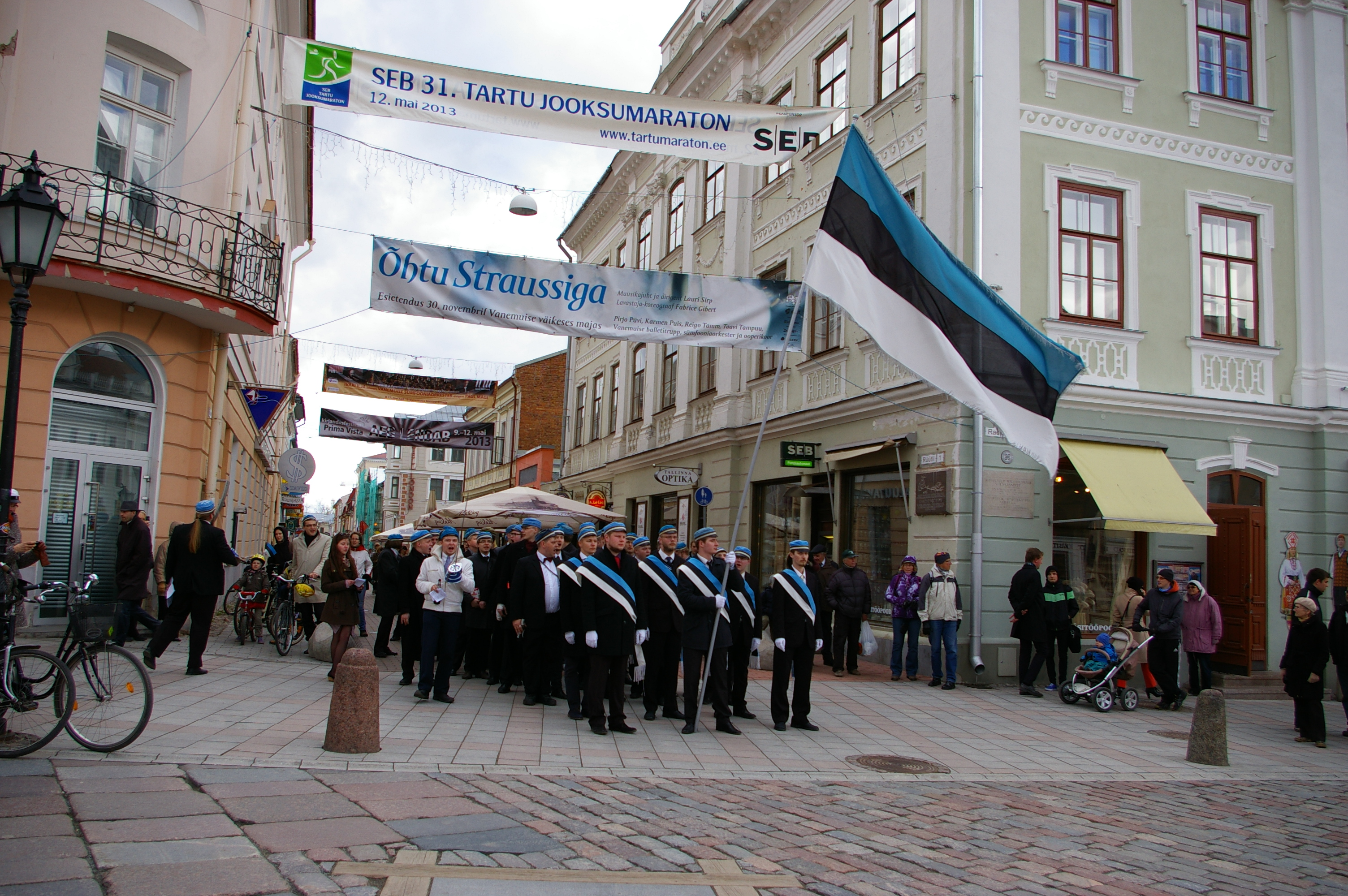
Défilé des étudiants en 2013.